# Finansowanie związków wyznaniowych
Finansowanie związków wyznaniowych – system zasilania w fundusze związków wyznaniowych. System ten jest przeważnie określony w prawie wyznaniowym.

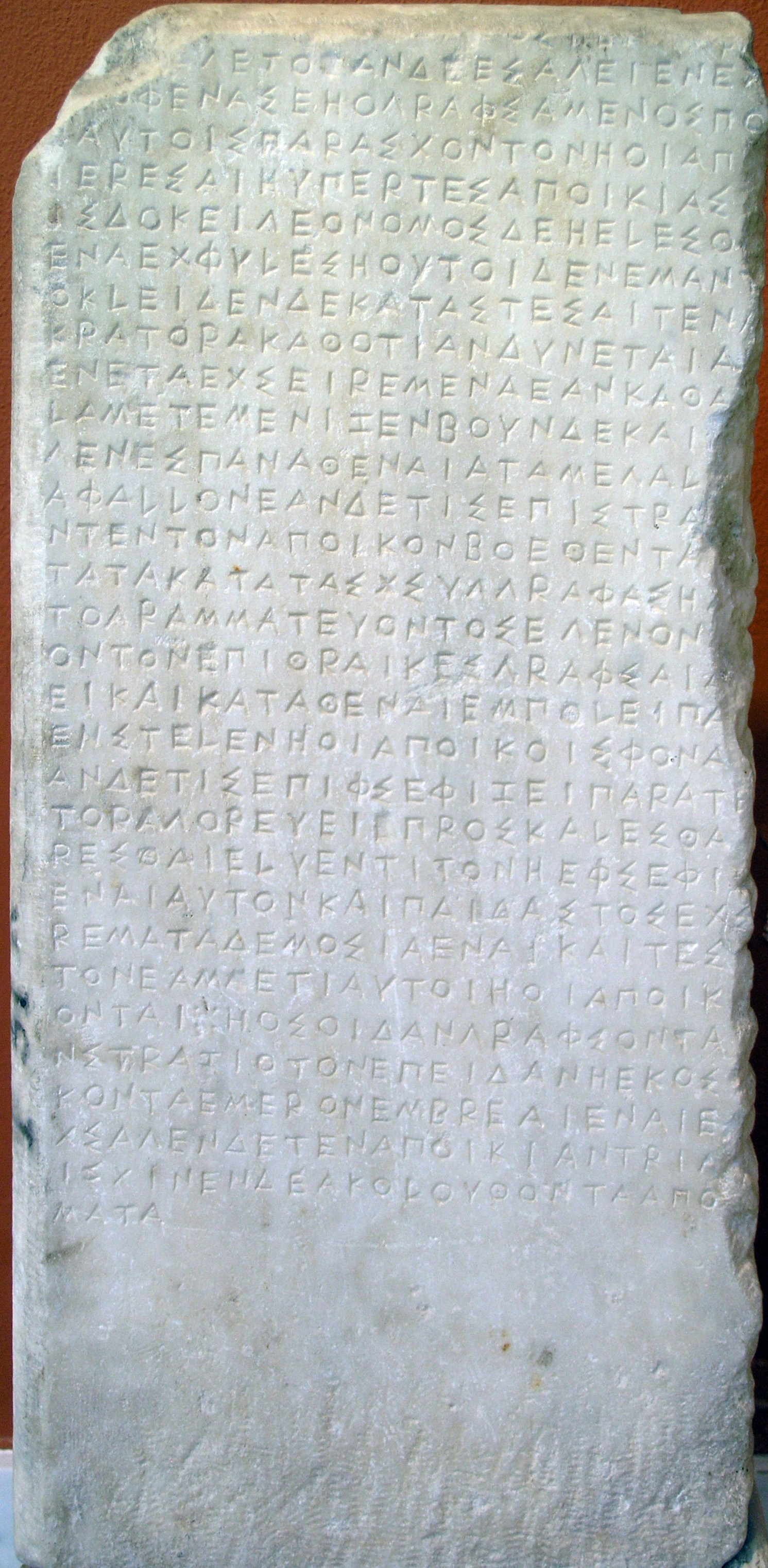
Dekret z Brea z 445 r. p.n.e. Znajduje się tu m.in. tekst: „...jego własność powinna zostać skonfiskowana, a dziesięcina z niej – przypaść bogini (Atenie)”

## Modele relacji państwo-kościół
Każde państwo tworzy własny system relacji państwo-kościół. Systemy prawne współczesnych państw można zakwalifikować do jednego z 3 modeli:
1. model państwa wyznaniowego, w którym jeden kościół jest kościołem państwowym i w związku z tym ma uprzywilejowaną pozycję (islam w wielu krajach Azji i Afryki, anglikanizm w Wielkiej Brytanii, Kościół Ewangelicko-Luterański Danii i do 2000 roku Kościół Szwecji, Grecki Kościół Prawosławny w Grecji). Szczególnym wyrazem tego uprzywilejowania jest finansowanie go z budżetu państwa, często z pominięciem pozostałych związków wyznaniowych. Skrajną postacią modelu państwa wyznaniowego jest teokracja, np. w Iranie, gdzie ajatollah jest duchowo-politycznym przywódcą państwa. Inne przykłady współczesnych państw teokratycznych to: Andora (częściowo) i Watykan;
2. model państwa ateistycznego realizowany w m.in. państwach komunistycznych, które w celu narzucenia społeczeństwu oficjalnej ideologii zwalczały religię i kościoły, także przy użyciu represji finansowych[1]. Do państw oficjalnie ateistycznych należały lub należą m.in. ZSRR, Chińska Republika Ludowa, Korea Północna, Kambodża, Albania, Kuba;
3. model demokratycznego państwa świeckiego, które gwarantuje wolność religijną w wymiarze indywidualnym i instytucjonalnym – kościołom i innym związkom wyznaniowym – na zasadzie równości oraz współdziała z nimi, a w konsekwencji zapewnia im – w mniejszym lub większym stopniu – wsparcie finansowe.

## Historia

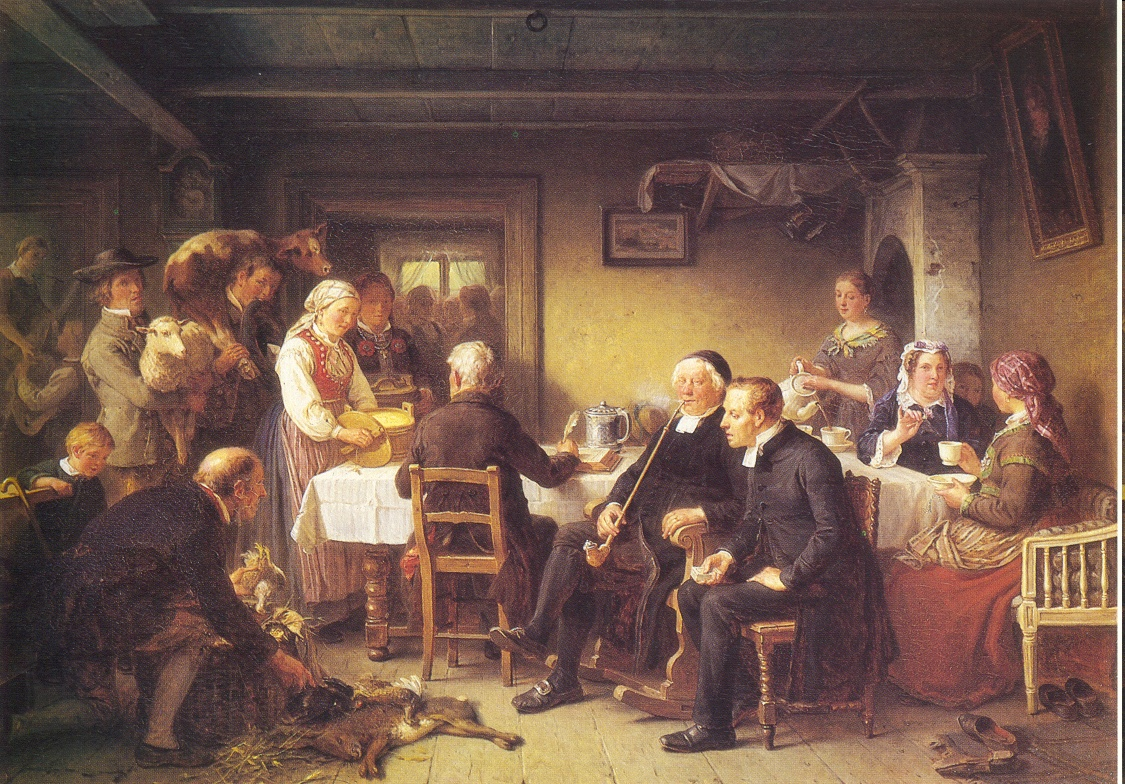
Bengt Nordenberg – Pobór dziesięciny w Skanii, 1865

W tradycji chrześcijańskiej oraz w judaizmie praktykowano dziesięcinę jako formę utrzymania duchowieństwa. Struktury religijne utrzymywały się ponadto często z własnych majątków i subwencji państw.
Pierwsze znane zwolnienie Kościoła z podatków miało miejsce za cesarza Konstantyna w IV wieku naszej ery.
W XVIII wieku coraz silniej ujawniały się tendencje rozdziału kościoła od państwa i uregulowania kwestii finansowania kościołów. Np. w Stanach Zjednoczonych separacja państwa od kościoła jest dokonana za pomocą pierwszej poprawki do Konstytucji, tzw. Establishment Clause z 1791 r.
Tendencje te napotykały na silny opór m.in. Kościoła katolickiego, m.in. papież Pius IX 8 grudnia 1864 roku ogłosił encyklikę „Quanta cura”, w której m.in. potępiona została idea rozdzielenia Kościoła od państwa. Rozdział ten potępił też 11 lutego 1906 roku papież Pius X w encyklice „Vebementer nos”.

## Stan obecny

### Europa
W Unii Europejskiej funkcjonują 3 modele stosunków między państwem a wspólnotami religijnymi:
1. Zespolenie. Formalnie nie istnieje rozdział kościoła od państwa w wyżej wymienionych państwach Europy, gdzie obowiązuje religia państwowa Obecnie te powiązania ulegają zmianie.
2. Przyjazny rozdział. Model ten występuje m.in. w krajach obszaru języka niemieckiego (Niemcy, Austria, Lotaryngia, francuska Alzacja) oraz w krajach romańskich (Włochy, Hiszpania, Portugalia). Podstawą stosunków państwo-kościół są dwustronne umowy o charakterze konkordatowym, określające stosunki państwa z kościołami w duchu omówienia zasad współpracy. Państwo, mimo że nie identyfikuje się z żadnym z wyznań, w konstytucji niekiedy zawiera odniesienie do Boga (tzw. Invocatio Dei). Państwo kieruje się zasadą nie identyfikacji z określonymi wspólnotami wyznaniowymi, respektuje ich niezależność i autonomię, gwarantuje wolność przekonań i praktyk religijnych. Treścią umów prawnych między państwem i kościołem są sprawy edukacji (funkcjonowanie kościelnego szkolnictwa wyższego, konfesyjnych szkół średnich, podstawowych i przedszkoli) oraz niekiedy nauka religii w szkołach publicznych, a ponadto sprawy własnościowe i stosunki z władzami religijnymi. Taki model panuje również w Polsce.
3. Ostra separacja. Ten model występuje np. w prawodawstwie Francji i jej konstytucyjnej zasady świeckości państwa (vide laicyzm). Organizacje religijne traktowane są na równi z innymi organizacjami i nie stoją ponad prawem. Formalno-prawny status organizacji religijnych to rola prywatnych stowarzyszeń kultowych. Obecna polityka osłabia te tendencje, niemniej religię nadal traktuje się jako sprawę sfery prywatnej, a jej wspólnotowy charakter nie jest widziany jako przyczyna do jej wspierania.

#### Podstawowe formy finansowania
W Europie najczęściej występują poniższe formy finansowania związków wyznaniowych:
- podatek kościelny (m.in. Austria, Dania, Finlandia, Niemcy, Szwajcaria, Szwecja)
- dobrowolny odpis z podatku dochodowego obywatela na kościół (m.in. Hiszpania, Holandia, Węgry, Włochy)
- brak podatku kościelnego – państwo dotuje związki wyznaniowe (m.in. Belgia, Czechy, Grecja, Luksemburg, Słowacja)
- wsparcie kościoła w ograniczonym zakresie (m.in. Francja, Irlandia, Portugalia).

#### Austria
Każdy dorosły wierny Kościoła katolickiego, Kościołów protestanckich oraz Kościoła starokatolickiego obowiązany jest do regularnego płacenia składki. Austriacy płacą 1,1% podstawy opodatkowania (za pośrednictwem urzędów skarbowych) na wybrany przez siebie Kościół z oficjalnej listy. Częściowo państwo również finansuje Kościoły i związki wyznaniowe. Szkoły uznanych związków wyznaniowych są finansowane przez państwo. Religia w państwowych szkołach publicznych jest również finansowana przez budżet. Zarejestrowane związki wyznaniowe nie płacą podatku gruntowego, gdy nieruchomość jest wykorzystywana do celów religijnych czy administracyjnych.

#### Belgia
W Belgii z budżetu państwa opłacane są pensje i mieszkania duchownych, budowa i utrzymania kościołów oraz szkoły. Mówi o tym artykuł 181 konstytucji Belgii. 60% belgijskich uczniów szkół średnich uczęszcza do szkół pozostających w sieci szkolnictwa katolickiego. W szkołach państwowych obowiązkowe są, finansowane przez państwo, zajęcia z religii lub etyki. Spod opodatkowania wyłączone są dochody uzyskiwane z własności budynków bądź ich części, w których odprawiane są nabożeństwa.

#### Czechy
Większość wydatków Kościoła katolickiego pokrywa państwo.
Pensje duchownych należących do zarejestrowanych związków wyznaniowych oraz koszty remontów zabytkowych budynków kościelnych pokrywane są z budżetu państwa. W 2009 roku czeski Kościół katolicki otrzymał z budżetu państwa 35,5 mln euro, z czego ponad 91% zostało wydane na pensje duchowieństwa.
14 lipca 2012 roku czeski rząd uchwalił ustawę o rekompensacie dla Kościołów za zabrane majątki po roku 1918. 80% przekazywanych dóbr trafi do Kościoła katolickiego. Będą to: 2,5 tysiąca budynków (o wartości 3 mld euro), 175 tysięcy hektarów lasów i 25 tysięcy hektarów ziemi. Oprócz tego państwo będzie płacić przez 30 lat odszkodowanie w wysokości 2 mld koron rocznie, czyli równowartość ok. 340 mln złotych (ustawowa kwota 60 mld koron będzie powiększona o inflację, więc do 2043 roku przekazane zostanie ok. 100 mld koron). Samo przyznawanie odszkodowań spowoduje podwojenie majątku Kościoła. Jednocześnie, począwszy od roku 2016, państwo będzie o 5% rocznie obniżać pensje osobom duchownym, aż do kompletnego wycofania się z finansowania Kościoła w 2030 roku. Według opozycji wartość rekompensaty za ziemię rolną przekracza jej cenę rynkową.
Emerytury duchownych są tak samo obliczane jak emerytury innych obywateli.

#### Dania
Artykuł 4 Konstytucji Danii mówi, że Kościół Ewangelicko-Luterański jest kościołem narodowym i powinien być wspierany przez państwo. Z drugiej strony, art. 68 mówi, że nikt nie jest zobowiązany do wspierania finansowego innego kościoła, niż jego własny. Członkowie Kościoła Danii płacą podatek kościelny w wysokości do 1,5% podstawy opodatkowania. Osoby niebędące członkami Kościoła Danii nie płacą podatku kościelnego, ale dotacje państwa na rzecz kościoła stanowią 12% jego przychodów. Oznacza to, że kościół wspierany jest z pieniędzy pochodzących od wszystkich obywateli, nie tylko jego członków. Ponadto pensje biskupów są im wypłacane przez państwo. W sumie roczny budżet Kościoła Danii wynosi ok. 606 mln euro, 75% tej sumy pochodzi z podatku od wiernych, 12% – od państwa, a 13% z dochodów od nieruchomości. Darowizny na rzecz tego Kościoła zwolnione są z podatków.
Kościół katolicki i inne, pozostałe związki wyznaniowe, rejestrowane są jako prywatne stowarzyszenia.
Koszty przedmiotu „wiedza religijna” ponoszone są przez państwo.

#### Finlandia
Kościół luterański i Kościół prawosławny otrzymują środki pochodzące z odpisów podatkowych od swoich członków, którzy płacą podatek na kościół w wysokości 1–2%. Są również zwolnione z płacenia podatku dochodowego. Podatek na rzecz kościołów płacą również prywatne przedsiębiorstwa, w zależności od wyznania ich właścicieli. Jest to jedyne takie rozwiązanie w Europie. Kościół katolicki nie otrzymuje żadnych dotacji ani nie dotyczą go żadne zwolnienia podatkowe.

#### Francja
We Francji w 1905 roku uchwalono ustawę o rozdziale Kościoła od państwa. Przed 1905 rokiem księża dostawali pensję jako urzędnicy państwowi, od tego roku zniesiono tę pozycję w budżecie państwa. Majątek Kościoła uznano za własność państwa, uwzględniono jednak możliwość powierzenia kościołów, seminariów, domów parafialnych itp. „stowarzyszeniom wyznaniowym”. Państwo jednak zobowiązało się do utrzymania kościołów wybudowanych przed 1905 rokiem. Katedry i pałace biskupie są utrzymywane z budżetu państwa, a inne świątynie przez gminy. Również ubezpieczenia księży finansuje państwo. Jedynie w Alzacji i Lotaryngii związki religijne otrzymują państwowe subwencje. Koszty zatrudnienia kapelanów i pracowników szkół wyznaniowych pokrywa państwo.

#### Grecja
Kościół prawosławny, jako religia państwowa, jest finansowany z budżetu państwa.

#### Hiszpania
Hiszpanie płacą 0,7% podatku dochodowego (za pośrednictwem urzędów skarbowych) na Kościół katolicki (na inne Kościoły nie można zrobić odpisu, do 2007 roku odsetek ten wynosił 0,52%). Przychód Kościoła z tego tytułu wynosi 150 mln euro rocznie. Religia w szkołach nie jest obowiązkowa, ale jest finansowana z budżetu. Państwo finansuje działalność szkołom wyznaniowym, w tym uniwersytetom katolickim. Na mocy Konkordatu państwo utrzymuje diecezje i dokonuje opłat administracyjnych, co kosztuje 144 mln euro rocznie i zwalnia Kościół katolicki z podatku od nieruchomości, co kosztuje co roku 2,5–3 mld euro. W 2019 roku hiszpański kościół katolicki otrzymał z powyższego tytułu 286 mln euro.

#### Holandia
Holendrzy płacą 1–3% w postaci dobrowolnego odpisu z podatku dochodowego.

#### Irlandia
Pomoc państwa sprowadza się m.in. do wsparcia szkolnictwa wyznaniowego: 90% jego kosztów finansowane jest przez państwo. Wyznaniowe budynki szkolne państwo finansuje w 80%. Ponadto kapelani w wojsku i więzieniach finansowani są z budżetu. Budowa kościołów i kaplic nie jest obciążona podatkami lokalnymi.

#### Luksemburg
W kraju tym nie ma podatku kościelnego. Państwo finansuje związki wyznaniowe.

#### Niemcy
W Niemczech podatek kościelny (Kirchensteuer) jest dodatkowym obciążeniem podatników (nie pomniejsza podatków wpływających do kasy państwowej ani krajowej). Jego wielkość jest różna w różnych niemieckich krajach związkowych. Wynosi od 8 do 9% podatku dochodowego, czyli od 0,2 do 1,5% podstawy opodatkowania. Aby nie płacić tego podatku, trzeba oficjalnie wystąpić z Kościoła. Kościoły płacą państwu 3–5% przekazywanej kwoty jako opłatę za to pośrednictwo.
Roczny sumaryczny przychód kościołów ewangelickiego i katolickiego z tytułu podatku kościelnego wynosi 8 miliardów euro, w tym, z tytułu tego podatku, państwo przekazuje Kościołowi katolickiemu od 4,0 mld euro (w 2005 roku) do 5,1 mld euro rocznie (w 2008 roku).
Kościół katolicki ma udziały w przedsiębiorstwach, np. posiada własne banki (Pax-Bank i Liga-Bank), a także wydawnictwo Weltbild.
Co roku niemieckie Kościoły dostają 420-480 milionów euro jako odszkodowanie za wywłaszczenia, głównie z 1803 roku, mimo że „skutki sekularyzacji już dawno spłacono”. Konferencja Episkopatu Niemiec i rząd zadeklarowały gotowość do rozmów nad zniesieniem tego odszkodowania.
Państwo funduje większość budżetu niemieckiego Caritas, który rocznie wynosi ok. 45 mld euro.
Ponadto Kościoły korzystają z szeregu zwolnień podatkowych, darowizny na cele charytatywne mogą być odliczone od podatku dochodowego.

#### Polska
Dziesięcinę w Galicji zniesiono w roku 1848, w Królestwie Polskim (część zaboru rosyjskiego) w 1864, w zaborze pruskim w 1865 roku.
W latach 1919–1939 Kościół katolicki zwiększył powierzchnię swoich gruntów z 218 tys. ha do 400 tys. ha. W 1925 roku podpisano Konkordat między Stolicą Apostolską i Rzecząpospolitą Polską, w wyniku którego państwo rezygnowało z podatków i wszelkich opłat od budynków i urządzeń, służących celom religijnym, i zobowiązywało się do wypłacania duchownym katolickim uposażeń i rent – do czasu uregulowania spraw majątkowych Kościoła związanych z utratą jego dóbr na rzecz zaborców. W 1939 roku dotacje na utrzymanie duchowieństwa i wydatków religijnych wyniosły 20 mln zł.
Uchwałą Rady Ministrów Tymczasowego Rządu Jedności Narodowej z 12 września 1945 roku władze PRL stwierdziły, że konkordat przestał obowiązywać w wyniku działań Stolicy Apostolskiej polegających na akceptacji agresji Niemiec na Polskę (zmiana podziałów administracyjnych diecezji, podporządkowanie niektórych polskich parafii ordynariuszom niemieckim i słowackim).
Na skutek zmian granic Polski w 1945 roku Kościołowi zostało 170 tys. ha gruntów. W 1952 wprowadzono w Polsce rozdział Kościoła od państwa, w związku z tym instytucje kościelne czerpały dochody głównie ze składek wiernych i opłaty cmentarnej.
W 1993 roku podpisano Konkordat między Stolicą Apostolską i Rzecząpospolitą Polską regulujący m.in. finansowanie działalności Kościoła katolickiego w Polsce.
W 2006 roku Komisja Majątkowa unieważniła orzeczenie Sądu Najwyższego z 1959 roku o tym, że polski Kościół nie był następcą prawnym niemieckiego i uczyniła Kościół katolicki spadkobiercą Kościoła niemieckiego.
Obecnie Kościół ma – według różnych szacunków – od 100 tys. ha do ponad 160 tys. ha gruntów.

##### Współczesne finansowanie Kościoła ze środków publicznych

###### Fundusz Kościelny
Artykuł 8 ustawy z 20 marca 1950 roku o przejęciu przez państwo dóbr martwej ręki, poręczeniu proboszczom posiadania gospodarstw rolnych i utworzeniu Funduszu Kościelnego przewidywał powstanie Funduszu Kościelnego. Na mocy tej ustawy państwo przejęło od wszystkich związków wyznaniowych 980 nieruchomości o powierzchni 66 tys. ha. Kościołowi katolickiemu odebrano 85–170 tysięcy hektarów ziemi, pozostawiając mu 38 tys. ha gruntów, z czego 5 tys. ha Kościół sprzedał. W 1990 roku Fundusz otrzymał nieco ponad 2 mln zł, w 2000 roku – 67 mln zł. W 2011 roku wydatki z budżetu państwa na Fundusz Kościelny wyniosły 89 milionów złotych. W budżecie na 2015 rok przeznaczono na ten fundusz 118 mln zł. W 2023 roku Funduszowi przekazano 200 mln zł. W budżecie na 2024 rok przewidziano na Fundusz Kościelny 257 mln zł, z czego 246 mln zł przeznaczono na składki emerytalne i zdrowotne dla księży, a 11 mln zł – na cele charytatywne i ochronę zabytków. Duży wzrost rok do roku był spowodowany znaczącym wzrostem minimalnego wynagrodzenia.

###### Komisje majątkowe
W 1989 roku powołano „komisje majątkowe” działające przy MSWiA rozpatrujące sprawy zwrotu kościołom i związkom wyznaniowym majątku odebranego w PRL z naruszeniem ówczesnego prawa lub przekazania w zamian odpowiedniej rekompensaty. Powołano 5 komisji:
- dla Kościoła katolickiego (zlikwidowana w lutym 2011 roku[28][29])
- dla Kościoła Ewangelicko-Augsburskiego w RP
- dla Polskiego Autokefalicznego Kościoła Prawosławnego
- dla gmin żydowskich
- Międzykościelna Komisja Regulacyjna (dla pozostałych wyznań i związków wyznaniowych).

W związku z działalnością komisji dla Kościoła katolickiego do połowy 2011 roku wszczęto 28 śledztw, z czego do kwietnia 2012 roku w ramach jednego z nich wykryto zaniżanie wycen gruntów, na podstawie których Kościół dostawał ziemie. Przeciwko Komisji majątkowej dla Kościoła katolickiego orzekały polski Trybunał Konstytucyjny i Europejski Trybunał Praw Człowieka. Również rządowy raport z 2012 roku stwierdził istnienie wielu nieprawidłowości w tej komisji.
Zgodnie ze „Sprawozdaniem z działalności Komisji Majątkowej w latach 1989–2011” Komisja Majątkowa dla Kościoła katolickiego przekazała kościelnym osobom prawnym rekompensaty i odszkodowania w wysokości 143 534 231,41 zł oraz ponad pół tysiąca nieruchomości (wartych ok. 5 mld zł). Miały one obszar 66 tys. ha. „Sprawozdanie (...)” – w opinii jego krytyków – zawiera błędy i jest niekompletne. Według Agencji Nieruchomości Rolnych przekazała ona Kościołowi katolickiemu na mocy decyzji Komisji 76 tysięcy hektarów, a Lasy Państwowe przekazały 4 tysiące hektarów. Do kwietnia 2005 roku wszystkie Komisje majątkowe przekazały ok. 58 tys. ha gruntów i 701 nieruchomości zabudowanych (oprócz tego związkom wyznaniowym przekazano jeszcze ok. 97 tys. ha). Według jednych źródeł Kościół otrzymał więcej niż państwo zabrało mu w PRL, a według drugich powinien otrzymać 3 razy tyle. Natomiast zgodnie z raportem ks. prof. Dariusza Walencika 31% dóbr zabranych Kościołowi na terenach obecnej RP ciągle jest w jej posiadaniu.

###### Pozostałe formy wsparcia
W 1971 roku na mocy „Ustawy o przejściu na osoby prawne Kościoła Rzymskokatolickiego oraz innych kościołów i związków wyznaniowych własności niektórych nieruchomości położonych na Ziemiach Zachodnich i Północnych” Kościół katolicki przejął na Ziemiach Odzyskanych pozostałe po protestantach 830 hektarów gruntów, 4800 kościołów i kaplic oraz 1500 innych budynków (pozostałe związki wyznaniowe dostały 170 budynków i kilkadziesiąt ha ziemi). W 1973 roku przekazano Kościołowi jeszcze 629 obiektów, a pozostałym związkom wyznaniowym 33.
W 1989 roku Caritas otrzymał ok. 200 placówek.
W 1991 roku po wystąpieniu do wojewody każdy dom zakonny mógł dostać 5 hektarów, parafia 15 hektarów, diecezja a także seminarium po 50 hektarów. Kościół katolicki dostał wtedy 70 tysięcy hektarów (w tym 37 tys. ha gruntów z Państwowego Funduszu Ziemi i Agencji Skarbu Państwa), z czego 46 parafii na Dolnym Śląsku dostało grunty kilkakrotnie.
Z mienia wojskowego przekazano Kościołowi katolickiemu 71 366 ha gruntów oraz 9 budynków i budowli o łącznej wartości szacunkowej 16,6 mln zł.
W 2001 roku spółki Skarbu Państwa przekazały Kościołowi 3,78 mln zł w gotówce i 1,06 mln zł w majątku rzeczowym.
Na podstawie art. 12 Konkordatu Uniwersytet Papieski Jana Pawła II w Krakowie  i Katolicki Uniwersytet Lubelski Jana Pawła II są dotowane przez państwo (odpowiednio 37 i 163 mln zł w 2021 roku). Uniwersytet Kardynała Stefana Wyszyńskiego w Warszawie otrzymał w 2021 roku 111 mln zł dotacji. Od 2006 roku dotowane są również: Akademia Katolicka w Warszawie, Papieski Wydział Teologiczny we Wrocławiu i Uniwersytet Ignatianum w Krakowie. Ponadto dotowane są wydziały teologiczne kilku innych państwowych uczelni.
Ogólne dofinansowanie z budżetu państwa Muzeum Jana Pawła II i Prymasa Wyszyńskiego oraz Świątynia Opatrzności Bożej w Warszawie wyniosło pod koniec 2019 ok. 90 milionów złotych.
Na mocy ustawy o gwarancjach wolności sumienia i wyznania związki wyznaniowe są zwolnione z opłat celnych oraz nie płacą podatków od nieruchomości, czynności cywilnoprawnych, spadków, darowizn i dochodów z działalności niegospodarczej. Zwolnione od opodatkowania są dochody z działalności gospodarczej przeznaczone na cele kultowe, oświatowo-wychowawcze, naukowe, kulturalne, na działalność charytatywno-opiekuńczą, punkty katechetyczne, konserwację zabytków (w 2011 roku związki wyznaniowe dostały na nią 37 mln zł) oraz na inwestycje sakralne i kościelne. Osoby prawne kościołów i innych związków wyznaniowych są zwolnione od opodatkowania i od świadczeń na fundusz gminny i fundusz miejski. Kościelne rozgłośnie radiowe (w 2010 roku było ich 51, a w 1993 roku – 104) mają status nadawców publicznych i przez to są zwolnione z opłat koncesyjnych. Węgiel kupowany do ogrzania klasztorów nie jest objęty akcyzą, gdyż są one traktowane jak gospodarstwa domowe.
Dotacje z UE dla polskich Kościołów do 2011 roku wyniosły 750 mln zł. W latach 2015–2020 polskie parafie uzyskały ok. 800 milionów złotych w ramach Wspólnej Polityki Rolnej Unii Europejskiej.
Organizacje ks. Tadeusza Rydzyka w latach 2015–2023 otrzymały setki milionów złotych dotacji z wielu funduszy państwowych, wg OKO.press – 325 mln zł.
Na podstawie Ustawy o zryczałtowanym podatku dochodowym od niektórych przychodów osiąganych przez osoby fizyczne osoby duchowne, osiągające przychody z opłat otrzymywanych w związku z pełnionymi funkcjami o charakterze duszpasterskim, opłacają od tych przychodów podatek dochodowy w formie ryczałtu od przychodów osób duchownych (160–1945 złotych kwartalnie). Wysokość ryczałtu jest ustalana corocznie decyzją naczelnika właściwego urzędu skarbowego. Osoby duchowne opłacające ryczałt są zwolnione z obowiązku składania zeznań podatkowych o wysokości przychodu osiągniętego ze źródeł objętych ryczałtem.
W 2011 roku ówczesny minister finansów, Jacek Rostowski, stwierdził, że przeprowadzanie katechezy w szkołach rocznie kosztuje budżet państwa 1 mld zł. W 2012 roku w budżetach gmin zapisano 1,3 mld zł na lekcje religii, do czego dochodzą koszty organizacyjne, wynajęcia sal lekcyjnych i ich wyposażenia.
W latach 2005–2018 państwowa Grupa Lotos wydała 2000 kart rabatowych księżom uprawniających do zniżek na stacjach paliw.
W lutym 2020 roku ówczesny premier Mateusz Morawiecki oraz przedstawiciele województwa śląskiego, miasta Katowice i archidiecezji katowickiej podpisali umowę na sfinansowanie przez budżet państwa, województwo śląskie i miasto Katowice tzw. Panteonu Górnośląskiego w Archikatedrze Chrystusa Króla w Katowicach w kwocie minimum 46 mln złotych.

##### Inne przychody Kościoła

###### Ofiary wiernych
Według Katolickiej Agencji Informacyjnej 80% dochodów Kościoła katolickiego (czyli 2,5 mld zł) pochodzi z darowizn. Według portalu money.pl Kościół katolicki w postaci darowizn otrzymuje 1,2 mld zł rocznie, a według kardynała Nycza 6 mld zł rocznie. Przychody Kościoła pochodzą m.in. z publicznych zbiórek pieniędzy (tzw. „taca”, która na mocy art. 21 ust. 2 Konkordatu nie jest opodatkowana) oraz z działalności gospodarczej (sprzedaż i dzierżawa nieruchomości, działalność gospodarcza zakonów i innych podmiotów oraz powoływanych przez nie fundacji, dzierżawa ziemi, prowadzenie wydawnictw, księgarń, domów pielgrzyma czy sklepów benedyktyńskich).
Państwo wspiera te przychody w sposób pośredni, zwalniając je z podatku dochodowego, zwalniając z obowiązku prowadzenia ewidencji i zwalniając z obowiązku uzyskiwania zgód władz administracyjnych na organizowanie zbiórek publicznych. Według jednego ze źródeł roczne przychody z tego tytułu zawierają się w przedziale 2–3 mld zł.

###### Prawo „stuły”
Są to dobrowolne datki wiernych na rzecz duchownych za takie posługi religijne jak udzielanie sakramentów i odprawianie pogrzebów. Szacuje się przychody Kościoła z tego tytułu na 3–4 mld zł rocznie.

###### Stypendia mszalne i kolęda
Są to ofiary na rzecz duchownych w związku z prośbami o odprawienie mszy świętej w konkretnej intencji.

###### Pobożne zapisy
Są to darowizny na rzecz Kościoła w postaci zapisów testamentowych.

###### Darowizny na rzecz kultu religijnego oraz darowizny na działalność charytatywno-opiekuńczą
Darowizny na podstawie ustaw podatkowych, m.in. ustawy o PIT, co jest również związane ze wsparciem ze środków publicznych, gdyż pomniejsza przychody państwa z tytułu podatków. W przypadku organizacji kościelnych całą darowiznę można odliczyć od podatku, niezależnie od wysokości kwoty. Przychody Kościoła z tego ttułu szacuje się na 500 mln zł.

###### Odliczenie 1,5% podatku na rzecz organizacji kościelnej
Według danych za 2021 rok na liście organizacji, które otrzymały środki z tzw. 1,5% podatku na rzecz Organizacji Pożytku Publicznego, jest około 40, zawierających w nazwie słowo „Caritas”; największymi beneficjentami są: Caritas Diecezji Tarnowskiej, Caritas Polska i Caritas Diecezji Krakowskiej, które zebrały odpowiednio 1,69 miliona złotych, 1,62 miliona złotych i 981 tysięcy złotych. Na liście jest też wiele innych OPP powiązanych z Kościołem.

##### Działalność gospodarcza Kościoła
Działalność gospodarcza, na podstawie Konkordatu i innych ustaw, m.in. Ustawy o stosunku Państwa do Kościoła Katolickiego i Ustawy o gwarancjach wolności sumienia i wyznania, taka jak działalność wydawnicza, sprzedaż dewocjonaliów lub przetworów szacowana jest na 3–5 mld zł rocznie.
Przychody z najmu i dzierżawy nieruchomości szacowane są na 3–4 mld zł rocznie.

##### Całkowita wielkość finansowania
Według portalu money.pl wspieranie Kościoła katolickiego z publicznych pieniędzy w 2010 roku wyglądało tak (kwoty podane w mln zł; nie uwzględniono kwot przeznaczonych na konserwację zabytków):
- zwolnienie kościelnych osób prawnych z podatków od nieruchomości, spadków, darowizn oraz od czynności cywilnoprawnych – 1500
- nauczanie religii w szkołach – 1132
- katolickie ochronki, przedszkola i szkoły – 300
- częściowe płacenie składki ZUS i NFZ za niektórych duchownych – 224 (w tym 94 mln zł z Funduszu Kościelnego)
- katolickie uczelnie – 180
- ulga związana z podatkiem PIT – 170
- dotacje z UE dla Kościoła katolickiego – 100
- kapelani i duchowni w służbach mundurowych – 21.

1229 mln zł rocznie pochodzi z niedzielnych mszy i zapłat za usługi (śluby, chrzty, komunie święte, pogrzeby).
Money.pl, na podstawie informacji KAI, MON i MEN, podsumował, że w 2011 roku wydatki państwa związane z Kościołem katolickim (bez uwzględnienia ulg podatkowych, dotacji z UE i kwot przeznaczanych na konserwację zabytków) wyniosły ok. 1820 mln zł. Złożyły się na to (kwoty w mln zł):
- nauczanie religii w szkołach – 1150
- dotacje dla kościelnych uczelni wyższych, wydziałów teologicznych, szkół, przedszkoli i ochronek – 521
- Fundusz Kościelny – 89
- dotacje do remontów zabytków kościelnych – 26,6
- Ordynariat Polowy Wojska Polskiego – 19,2
- Caritas Polska – 5,5
- kapelani szpitalni – 3
- kapelani więzienni – 2,4
- kapelani Straży Granicznej – 0,842
- kapelani Straży Pożarnej – 0,745
- kapelani w Policji – 0,441
- kapelani Biura Ochrony Rządu – 0,150.

Według Katolickiej Agencji Informacyjnej publiczne finansowanie Kościoła katolickiego wynosiło w 2011 roku 493 mln zł. Składają się na to (kwoty podane w mln zł):
- finansowanie uczelni kościelnych – 222
- dotacje z UE na modernizację i renowację kościołów – 122
- Fundusz Kościelny – 89
- dotacje na renowację zabytków – 26
- Ordynariat Wojska Polskiego – 20
- dofinansowanie Caritas – 6
- pensje dla kapelanów szpitalnych – 3
- pensje dla kapelanów więziennych – 2

Ponadto – według KAI – koszty lekcji religii w roku szkolnym 2009/2010 to 1 mld 132 mln zł. Posłowie Ruchu Palikota raportowi KAI zarzucili nieuwzględnienie dotacji dla diecezji, seminariów duchownych i zakonów, wpłat od spółek Skarbu Państwa (wartych setki milionów złotych rocznie), części dotacji na renowacje kościołów i dotacji z samorządów. Skrytykowano także zaniżanie cen usług świadczonych przez duchownych.
Według Dominiki Wielowieyskiej roczne przychody Kościoła mają poniższą strukturę:
- z tacy – 2–3 mld zł
- z tytułu prawa „stuły” – 3–4 mld zł
- z najmu i dzierżawy nieruchomości – 3 mld zl
- różne dochody, przede wszystkim różne formy działalności gospodarczej – 3–5 mld zł
- z budżetu państwa – 2 mld zł

Łącznie roczne przychody kościoła były szacowane w 2021 roku na 17 mld zł.

#### Portugalia
W Portugalii Kościołom i związkom wyznaniowym również przysługują ulgi podatkowe. Nie ma podatku kościelnego.

#### Słowacja
Wynagrodzenia duchownych w całości pokrywane są przez państwo. Opodatkowaniu podatkiem dochodowym nie podlegają datki i darowizny, spadki, środki pochodzące z działalności gospodarczej Kościoła. Z podatku od nieruchomości zwolnione są budynki kościelne i cmentarze. Katechizacja w szkołach państwowych jest obowiązkowa i finansowana z budżetu. Szkoły wyznaniowe są finansowane w całości przez państwo.

#### Szwajcaria
W kraju tym obowiązuje podatek kościelny w wysokości do 2,3% podstawy opodatkowania.

#### Szwecja
Kościół Szwedzki finansowany jest w głównej mierze ze składek, obowiązkowych dla członków Kościoła, ustalanych lokalnie w parafiach (od 0,62% do 1,79% podstawy naliczania podatku od osób fizycznych) oraz z opłat pogrzebowych i w niewielkim stopniu  z subwencji państwowych na utrzymanie dóbr kultury i zysków kapitałowych z posiadanych nieruchomości i instrumentów finansowych. Pobór składek administrowany jest przez Urząd Skarbowy.
Inne wspólnoty religijne również mogą zwrócić się do Urzędu Skarbowego o pobór składek, mają też prawo do subwencji z Urzędu Wspomagania Związków Wyznaniowych.

#### Węgry
Do 1998 roku Kościoły były finansowane bezpośrednio z budżetu państwa. Od tego roku wprowadzono możliwość przekazywania przez obywateli dodatkowego 1% podatku dochodowego na Kościół z listy uznanych związków wyznaniowych, ponad istniejącą już możliwość przekazywania 1% podatku na organizacje pozarządowe i instytucje kultury.
W pierwszym roku nowej regulacji 10% podatników zadeklarowało 1% podatku na rzecz któregoś z Kościołów. Po 10 latach istnienia tego prawa odsetek ten wzrósł do około 20%. 65% tego funduszu przekazywana jest na rzecz Kościoła katolickiego, 20% – reformowanego, a 5,7% – luterańskiego.
Z powodu niskiego poziomu wpłat z 1%, od 2003 roku państwo dopłaca do Kościołów 0,8% sumarycznego wpływu z podatków dochodowych od obywateli.
Duchowni pracujący w małych miejscowościach (poniżej 5 tysięcy mieszkańców) od 2002 roku otrzymują wynagrodzenia z budżetu państwa. Z budżetu tego pokrywane są również koszty katechizacji w szkołach publicznych.

#### Wielka Brytania
Mimo że anglikanizm jest religią państwową, Kościół anglikański nie jest bezpośrednio finansowany przez państwo. Zabytkowe budynki kościelne są utrzymywane z publicznych pieniędzy. Kościoły czerpią dochody ze swych majątków (beneficja) oraz datków. Nauka religii jest finansowana w państwowych szkołach z budżetu państwa. Kościół anglikański partycypuje wyłącznie w kosztach budowy szkół bądź ich remontów, ale najwyżej do 15%.
Poza Kościołem Anglii i prezbiteriańskim Kościołem Szkocji, inne Kościoły nie dysponują prawami publicznymi. Funkcjonują jako stowarzyszenia. Utrzymują się z ofiar i darowizn.
Duchowni rozliczają się jak indywidualni podatnicy, czyli płacą składkę emerytalną i wypełniają rozliczenia podatkowe.

#### Włochy
Obywatele Włoch płacą 0,8% podatku dochodowego na: „Kościół katolicki, jeden ze związków wyznaniowych bądź na 'nadzwyczajne działania podejmowane przez państwo przeciwko głodowi na świecie, katastrofom naturalnym, pomoc uchodźcom i zabezpieczenie pomników kultury'”. 40% podatników wskazuje któregoś z beneficjentów. Państwo redystrybuuje nieprzeznaczone kwoty proporcjonalnie wśród związków wyznaniowych. Według KAI 81% środków trafia do Kościoła katolickiego, 15% na rzecz państwa, a pozostałe 4% jest dzielone pomiędzy adwentystów, zielonoświątkowców, luteran i żydów. Według innych źródeł Kościół katolicki dostaje 85%, przy czym 35% obywateli deklaruje przekazanie Kościołowi swoje pieniądze. Roczne dochody Kościoła katolickiego z tego tytułu to ok. 1 mld euro (np. 930 mln euro w 2006 roku i 1,067 mld euro w 2010 roku). W 2019 roku z całkowitej kwoty ponad 1,4 mld euro kościół katolicki otrzymał ponad 1,1 mld euro.
700 mln euro rocznie Kościół katolicki otrzymuje na prowadzenie swoich szkół i szpitali.
Darowizny do tysiąca euro na rzecz jednego z kościołów z listy uznanych związków wyznaniowych mogą być odliczone od dochodu do opodatkowania. Kościoły, podobnie jak inne organizacje niedochodowe, płacą połowę podatku od swej działalności gospodarczej, zwolnione są z płacenia podatku VAT za kupowane towary. Zajęcia z religii katolickiej są w szkołach państwowych dobrowolne i są finansowane przez państwo. Za włoskie obiekty kościelne (których jest 50 tys., z czego 30 tys. nie jest miejscami kultu) nie jest płacony gminny podatek od nieruchomości. Szacuje się, że wpływy do budżetu są przez to mniejsze o 0,4–3 mld euro. Kościoły mają też 50% ulgi w podatku od dochodów ze szkół, klinik, hoteli i pensjonatów. Według Komisji Europejskiej te 2 ulgi są niezgodne z prawem.
Z publicznych pieniędzy opłacani są również kapelani.

#### Dziesięcina w poszczególnych Kościołach
Obecnie obowiązek płacenia dziesięciny stosują niektóre wyznania, takie jak: adwentyści dnia siódmego, chrześcijanie dnia sobotniego, Ruch świętych w dniach ostatnich, niektórzy baptyści i niektórzy zielonoświątkowcy.

### Poza Europą

#### Australia
Kościelne szkoły są finansowane przez państwo. Również niektóre organizacje religijne otrzymują od niego wsparcie.

#### Japonia
Rząd Japonii nie finansuje żadnych organizacji religijnych. Świątynie shintō – podobnie jak inne obiekty kultu – finansowane są przez wiernych i ich związki.

#### Stany Zjednoczone
USA zrzeka się części wpływów podatkowych na rzecz Kościołów. W 2011 roku Kościoły były zwolnione z zapłacenia kwoty równej kilkudziesięciu miliardom USD (wiadomo, że wynosi ona więcej niż 71 miliardów USD, jednak całkowitej kwoty nie udało się oszacować). Organizacjom religijnym przysługują ulgi podatkowe, które w samym Nowym Jorku wynoszą rocznie 627 mln USD. Specjalne zwolnienia podatkowe dla mieszkańców plebanii wynoszą 2,3 mld USD w ciągu pięciu lat. Catholic Charities USA, kontrolowana przez Episkopat USA, otrzymała od państwa w 2010 roku 2,9 mld $, a w 2008 roku 2,64 mld $. Catholic Relief Services otrzymał w ciągu tych dwóch lat ok. 900 mln $. Wartość nieopodatkowanego majątku związków wyznaniowych to ponad 600 mld USD.

##### Ruch świętych w dniach ostatnich
Wierni religii mormońskiej (a jest ich ponad 16 milionów, z czego ponad 6 milionów mieszka w USA, głównie w Stanie Utah) finansują swój kościół jedynie ze składek (dziesięciny). Kościół ten od 1959 roku nie ujawnia swoich finansów, jednak w 1999 roku oszacowano roczne przychody kościoła ze składek na 5 miliardów dolarów USA. Jako organizacja niedziałająca dla dochodu, kościół ten nie płaci podatków z tytułu darowizn, natomiast jego działalność gospodarcza jest podstawą do opodatkowania wszystkimi obowiązującymi podatkami (federalnym, stanowym, lokalnym i innymi).